# Memoriale della Gloria Eterna (Sumy)
Il Memoriale della Gloria Eterna (in ucraino Меморіал Вічної Слави?, Memorial Vičnoï Slavi) di Sumy, Ucraina, è un complesso commemorativo sovietico costruito in onore del 30° anniversario della vittoria dell'Armata Rossa sulla Germania nazista.

## Descrizione
Al centro del monumento si trova una scultura in bronzo alta 6,5 metri che raffigura un soldato sovietico con uno scudo e una spada alta 3 metri. La scultura si trova su un pilone di pietra alto 18 metri.
Una fiamma eterna arde ai piedi del soldato, noto come Al'oša.
Il monumento al milite ignoto è circondato da lastre commemorative con i nomi di tutti i soldati sovietici, partigiani e combattenti clandestini che hanno dato la vita per la vittoria sugli occupanti tedeschi. Sul lato destro e sinistro delle lastre di granito sono presenti delle steli. La prima raffigura l'Ordine della Guerra patriottica e l'anno di inizio della guerra (1941). Sull'altra stele si può vedere un ordine in onore della vittoria sovietica e l'anno 1945, anno della fine della guerra tedesco-sovietica.
Il complesso commemorativo comprende anche un obice da 122 mm e il leggendario carro armato T-34.

## Storia del memoriale

### Monumento al milite ignoto
Monumento al Milite Ignoto, o come lo chiamano gli abitanti di Sumy, il monumento ad Al'oša (per la sua somiglianza con il monumento bulgaro) è il fulcro del monumento. L'altezza del monumento supera i 27 metri.
Il monumento è stato progettato dagli scultori V. Vinajkin e F. Korovaj e dall'architetto V. Hnjezdilov. È stato costruito dal team Promstroj-2 del trust Sumchimmašstroj.
Il monumento sorge sopra i fiumi Psel e Sumy. Una leggenda narra che sia stato collocato in quest'area per un motivo preciso. Secondo questa leggenda, durante la guerra, quando la città era occupata dai tedeschi, una donna viveva in una capanna sul luogo del moderno monumento. Un giorno trovò un soldato ferito nel suo giardino. Cercando di salvare il soldato, lo trascinò in casa. Fu una vera impresa, perché se i tedeschi avessero scoperto le sue azioni, l'avrebbero fucilata immediatamente. Tuttavia, durante la notte, il soldato morì per le gravi ferite riportate, senza nemmeno dire il suo nome.

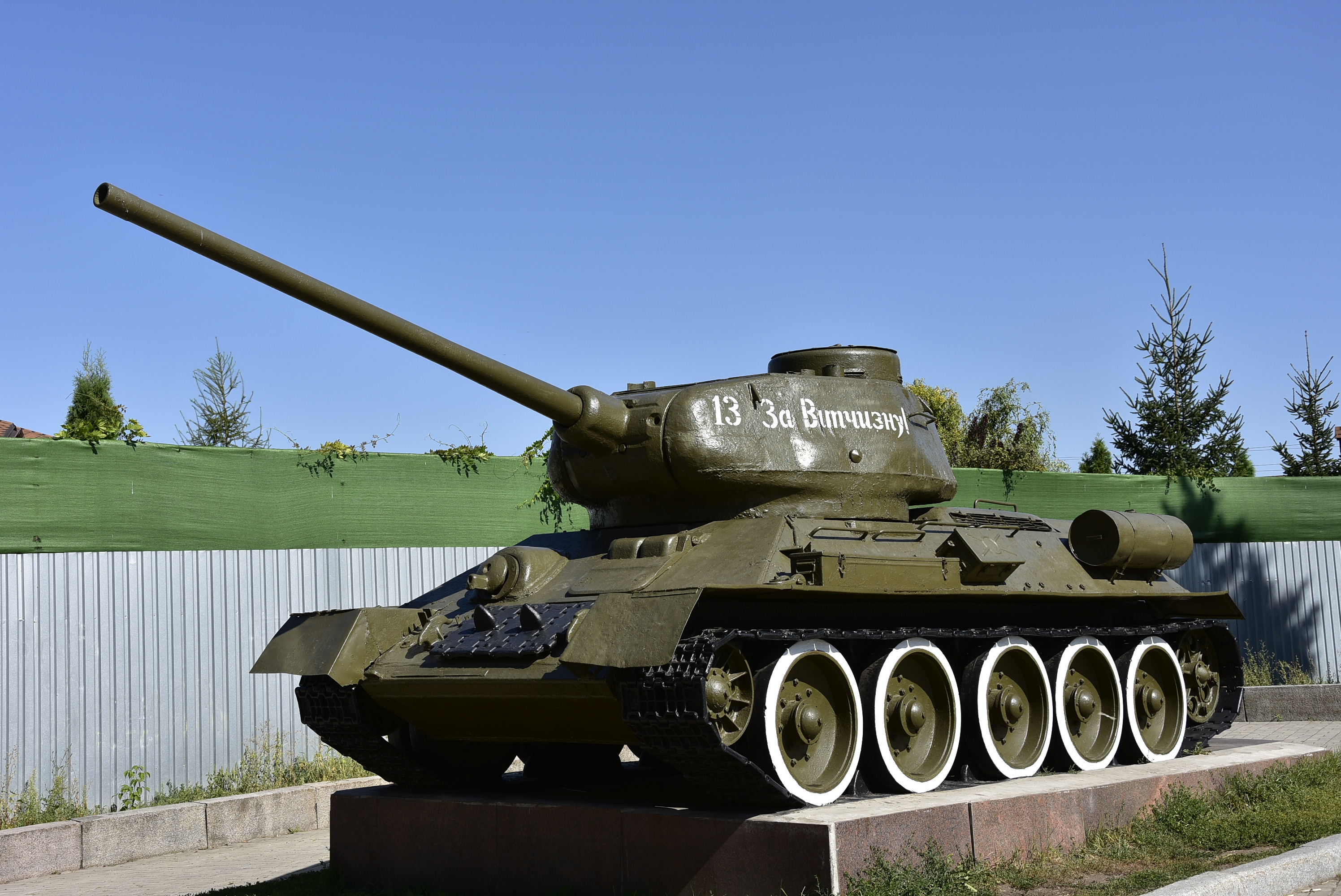
T-34

### Carro armato T-34-85
In realtà, questo carro armato non è un T-34 classico, ma un T-34-85 più avanzato, dotato di un cannone da 85 calibri ed entrato in produzione di massa nel 1944, dopo la liberazione di Sumy. Tuttavia, fu su questo stesso carro armato che il tenente Ivan Hončarenko sfondò per primo a Praga il 9 maggio 1945.
In alcune fonti giornalistiche, il carro armato di Sumy viene erroneamente considerato lo stesso che entrò per primo a Praga. Questo giudizio è in realtà errato. Per molto tempo, il leggendario carro armato di Hončarenko è stato collocato nella piazza centrale di Praga, ma dopo la rivolta ceca del 1968, il veicolo è stato ridipinto di rosa e poi rimosso del tutto dalla piazza.
L'obice M-30 da 122 mm fu creato nel 1938 sotto la guida di Fëdor Petrov. A differenza del carro armato, partecipò alla liberazione della città dai nazisti nel 1943. Poiché l'obice fu danneggiato durante la battaglia, i soldati decisero di lasciarlo sul territorio della Scuola d'Arte di Sumy. Nel 1975, quando fu inaugurato il complesso commemorativo, l'obice divenne uno dei suoi componenti.

## Galleria d'immagini

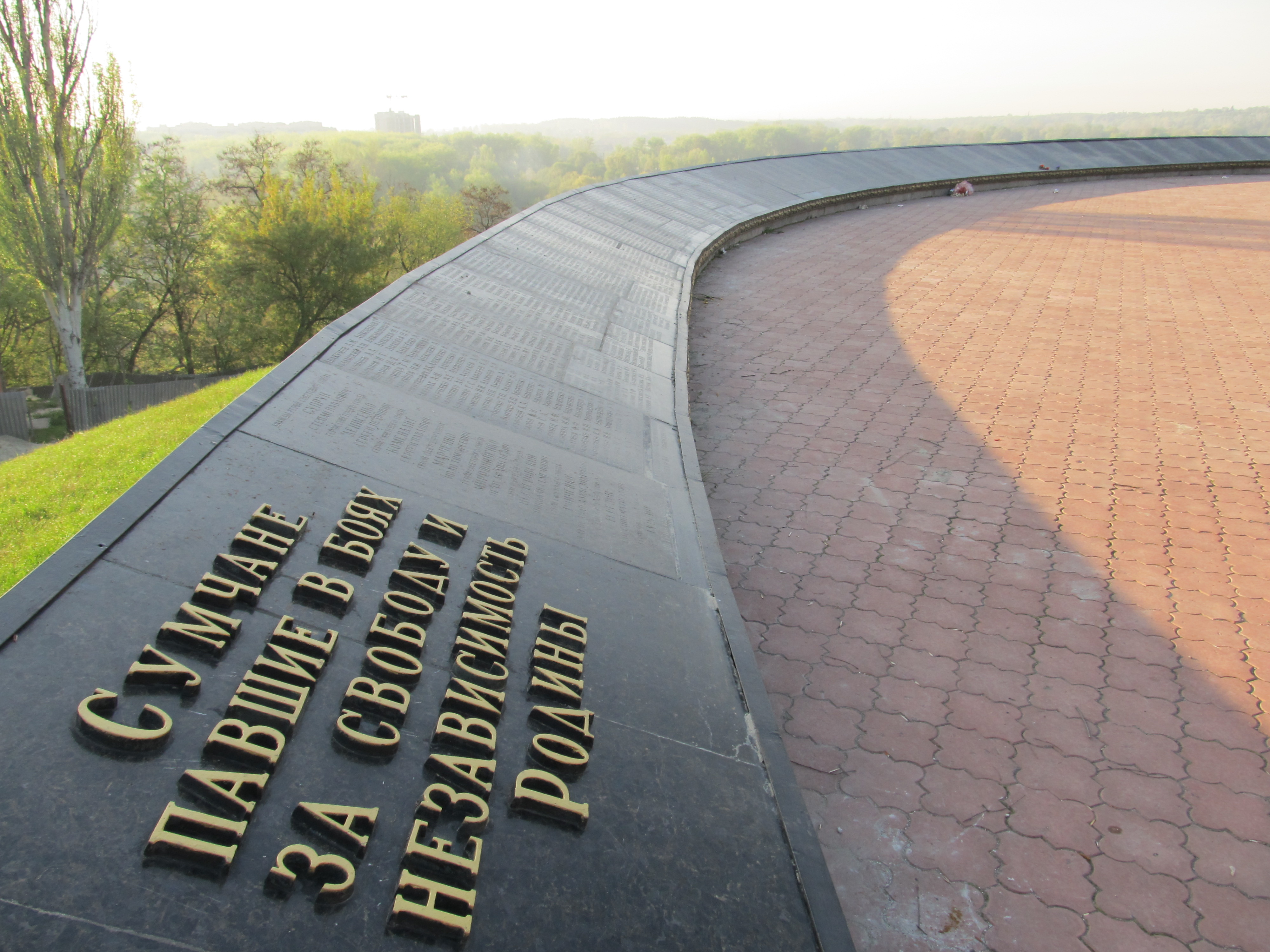
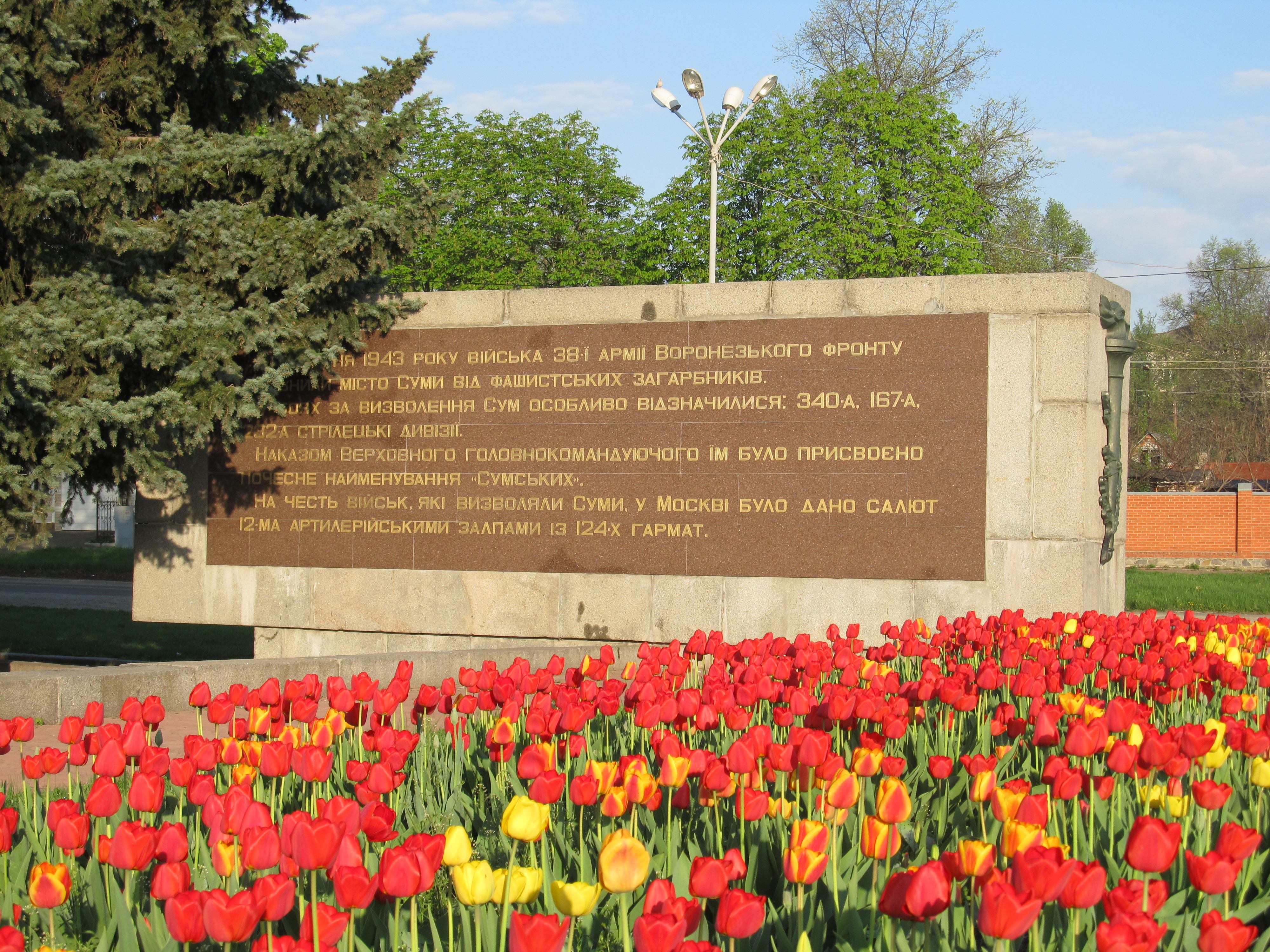